# Erekolonel
Een erekolonel (vroeger vaak Ere-Kolonel geschreven) is een ceremonieel hoofd van een regiment. Omdat het om een zuiver honoraire en ceremoniële functie gaat kan en kon deze functie ook aan niet-militairen en zelfs aan buitenlanders worden toegekend.

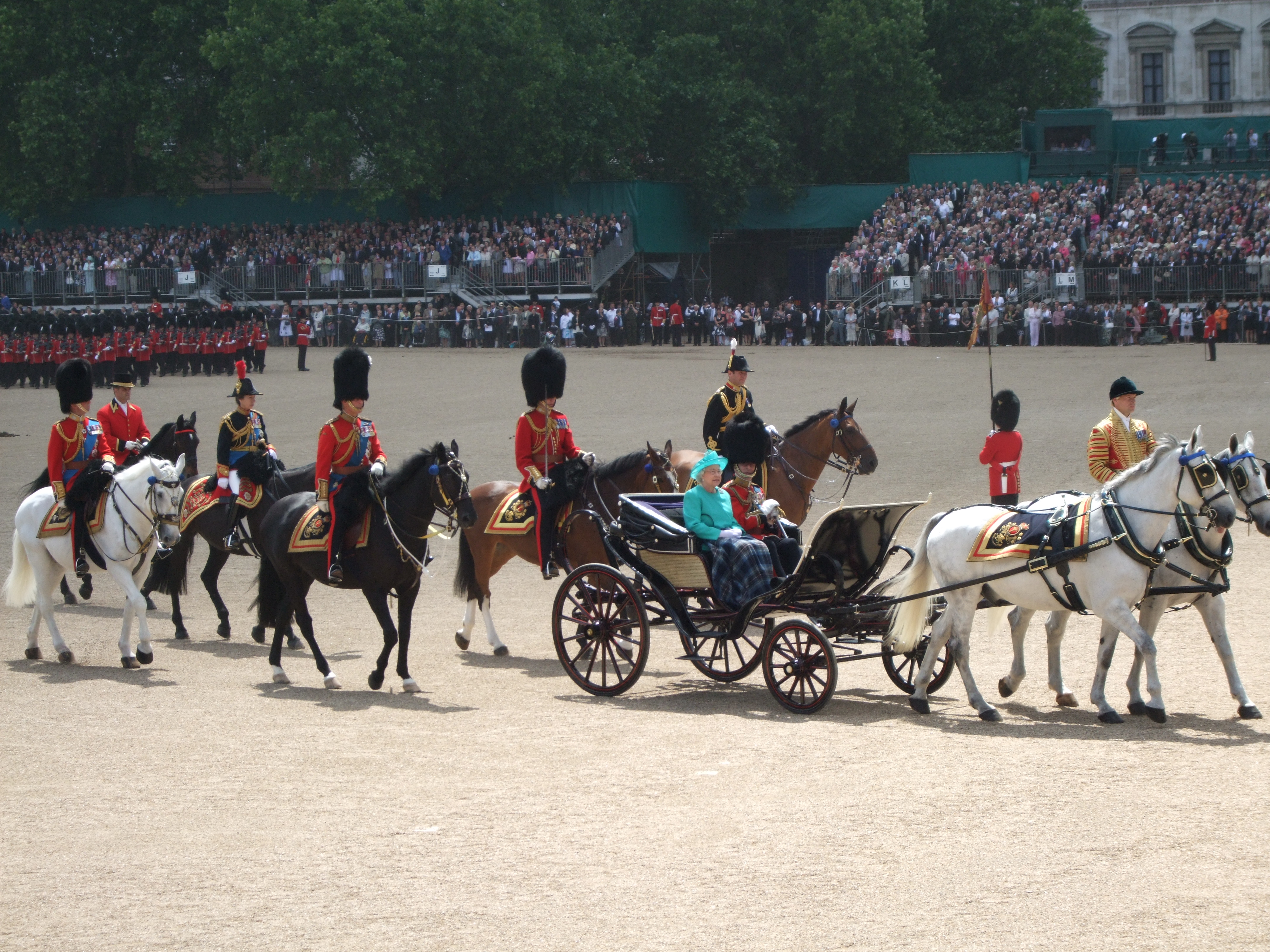
De Britse koningin met vijf erekolonels

De achtergrond is dat de functie van kolonel tot aan de Franse Revolutie werd gekocht. De functie was dus eigendom van een edelman. In de 19e eeuw maakten de Europese vorsten elkaar, hun familieleden en soms ook vooraanstaande onderdanen erekolonel of "Inhaber".
De Nederlandse erfprins Willem, de latere koning Willem III, werd rond Nieuwjaar 1834 erekolonel van het vierde regiment grenadiers van de Russische keizerlijke garde. Hij behield die functie toen hij kroonprins en daarna koning werd. Uiteindelijk kreeg het regiment de naam Regiment Grenadiers van Kiëv "Willem III der Nederlanden".
In het Oostenrijks-Hongaren en in de Duitse en Pruisische regimenten was de Oostenrijkse keizer Frans Jozef I bijvoorbeeld "einhaber" van het Beierse XIIIe Regiment Infanterie "Kaiser Franz Joseph von Österreich", het Pruisische IIe Garde Grenadiersregiment "Kaiser Franz", en het Pruisische Huzarenregiment No. XVI "Kaiser Franz Joseph von Österreich, König von Ungarn". Ook van het Württembergse IVe Regiment Infanterie No. 122 en het Saksische Eerste Regiment ulanen No. 17 was Frans Jozef chef.
Al deze regimenten mochten rekenen op warme belangstelling van de erekolonel. Dat kwam tot uitdrukking in felicitaties en cadeaus bij promoties, huwelijken en jubilea. Ook gezinsuitbreidingen, van de officieren welteverstaan, werden aan de "chef" gemeld. Ook daarop werd met felicitaties en cadeaus gereageerd. Vaak werden de officieren in de regimenten ook onderscheiden met de ridderorden en andere decoraties van hun erekolonel. In 1908 werd de "Jubileumsmedaille van de Ere-Kolonel" ingesteld ter gelegenheid van zijn zestigjarig jubileum. Uiteraard werden aan de Russische, Roemeense, Portugese en Britse regimenten van Frans Jozef, bijvoorbeeld het 5e Regiment van de Dragoon Guards, tijdens de Eerste Wereldoorlog geen onderscheidingen toegekend. Deze regimenten vochten immers tegen Oostenrijk en zijn bondgenoten. Zijn Zweedse regiment was tijdens de Eerste Wereldoorlog neutraal.
In Oostenrijk-Hongarije werden ook verdienstelijke officieren soms erekolonel. Zo werd Rudolf Stöger-Steiner von Steinstätten op 14 augustus 1918 ook "Oberstinhaber vom Feldjägerbataillon number 9", erekolonel, een honoraire functie.
De erekolonels droegen en dragen bij voorkomende gelegenheden het uniform van hun regiment met daarbij de aanduiding van de rang van kolonel, hoe hoog (of laag) hun verdere militaire rang ook moge zijn.
Het instituut van de erekolonel bestaat ook nu nog. In het Verenigd Koninkrijk zijn de leden van de Koninklijke Familie en ook vreemde vorsten "Colonels" van de garderegimenten. Op "Trooping the Colour", de jaarlijkse grote parade treden de prinsen Philip, Charles (Welsh Guards), Edward (Scots Guards) en prinses Anne (Blues and Royals) op als "Royal Colonels" oftewel erekolonel. Ook de groothertog van Luxemburg, erekolonel van de Irish Guards, een Garderegiment, rijdt, onherkenbaar onder de berenmuts, nu en dan mee met het Koninklijk rijtuig.
- Abdoellah II van Jordanië is erekolonel van Regiment "The Light Dragoons"
- Margrethe II van Denemarken is erekolonel van het Regiment "The Princess of Wales's Royal Regiment" (Queen's and Royal Hampshires) -

De Britse regimenten zijn vrij in de keuze van hun erekolonel.